# Маллет (причёска)

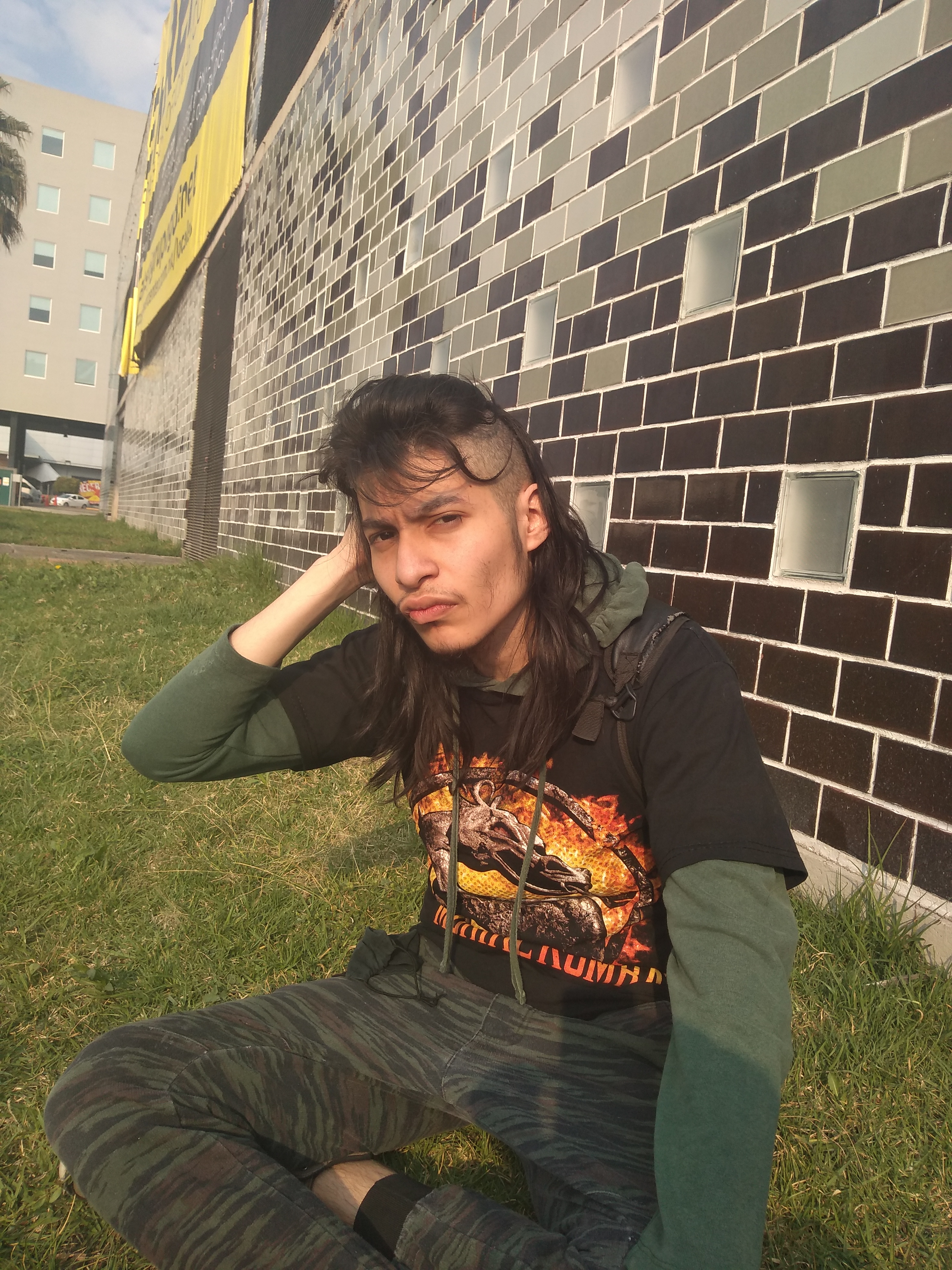
Как видно на фото, волосы сбриваются с обеих сторон головы, а спереди и сзади остаются длинными

Малле́т (англ. mullet — кефаль) — тип причёски (стрижки). Волосы пострижены коротко спереди и по бокам, а сзади они остаются длинными. Американцы говорят о маллете: «It’s all business in the front, and all party in the back» («деловая спереди, вечеринка сзади»).
Маллет отличается от «крысиного хвостика», который представляет собой узкую прядь длинных волос, оставленных сзади. Существует множество вариаций, но настоящий маллет должен быть не менее 8—10 см в длину.

## Происхождение
Происхождение маллета не вполне ясно. Энтузиасты утверждают, что прически типа маллет носили древние египтяне, а также галлы и скандинавы. Согласно американским легендам, рыбаки в XIX веке носили длинные волосы сзади, чтобы не простудить шею, и это послужило возникновению прозвища mullet, что в переводе с английского означает «кефаль». Термин также упоминается в 1967 году в фильме с участием Пола Ньюмена и Джорджа Кеннеди «Хладнокровный Люк» (Cool Hand Luke), в котором герой Кеннеди называет мужчин с длинными волосами «Mulletheads».
В США прическа маллет ассоциировалась с «белым отребьем» — деклассированным белым населением, которое нанималось на работы наравне с афроамериканцами. Позднее мода на маллет проникла в среду рок-музыкантов.

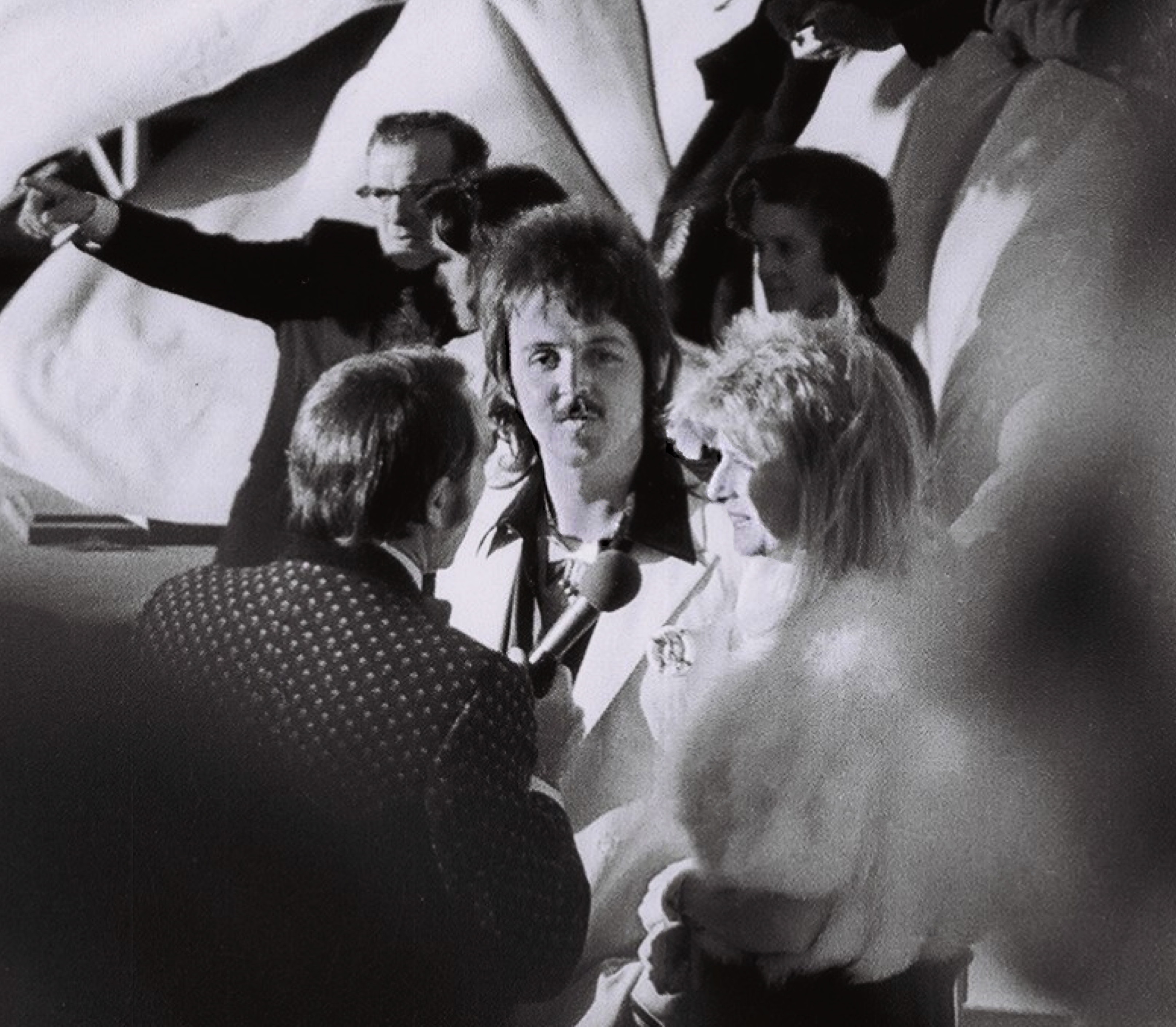
Пол Маккартни с причёской маллет в 1974 г.

Мода на маллет вернулась в 1970—1980-х годах, значительную роль в его популяризации сыграл рок-певец Дэвид Боуи. Если в 1970-х маллет был коротким, то в 1980-х он значительно удлинился, что вместе с модой на мелирование произвело довольно гротескный эффект.
Маллет носили многие киноактеры, спортсмены и рок-музыканты. В Канаде и скандинавских странах маллет даже называют «прической хоккеиста» (hockeyfrilla).
Согласно традиционной версии, предлагаемой Оксфордским словарём, термин Mullet был придуман музыкантами группы «Beastie Boys» (в 1994 году рок-группа выпустила песню под названием Mullet Head и раскритиковала тех, кто выбирал такую стрижку), хотя выражение «mullet-headed» встречается ещё у Марка Твена в романе «Приключения Гекльберри Финна» (1884).
В 2020 году она вновь вошла в моду на Западе после более 20 лет забвения; в 2021 г. лидер Северной Кореи Ким Чен Ын запретил прическу маллет (как и ещё другие 14 «несоциалистических стрижек») как символ «капиталистической культуры».
Существует большое количество модификаций маллета, например скаллет (skullet, от англ. skull — череп).